# Bukovnica, potok
Bukóvnica je desni pritok Turje pri Radoslavcih v vzhodnih Slovenskih goricah. Začenja se kot neznaten potoček v plitvi dolini pod vasjo Moravci in nato teče ves čas proti vzhodu po razmeroma široki dolini z mestoma mokrotno naplavno ravnico. V zgornjem toku so ob potoku večinoma travniki, v srednjem in spodnjem toku tudi njive. Večino poti teče potok po drobno vijugasti naravni strugi, obraščeni z obvodnim drevesnim in grmovnim rastjem, le v spodnjem toku, kjer so v 80. letih dvajsetega stoletja izvedli obsežne melioracije, teče po ravni umetni strugi.
Potok ima večino časa malo vode, ob močnejših nalivih pogosto poplavlja najnižje dele ravnice v dolinskem dnu. Kljub majhnosti je bilo v preteklosti ob njem več majhnih mlinov, mdr. Filipičev mlin v Radoslavcih. V zgornjem toku je v dolini termalno kopališče Bioterme Mala Nedelja.